# (38162) 1999 JB77
1999 JB77 (asteroide 38162) é um asteroide da cintura principal. Possui uma excentricidade de 0.09325890 e uma inclinação de 8.91915º.
Este asteroide foi descoberto no dia 12 de maio de 1999 por LINEAR em Socorro.